# Deinopis pardalis
Deinopis pardalis är en spindelart som beskrevs av Simon 1906. Deinopis pardalis ingår i släktet Deinopis och familjen Deinopidae. Inga underarter finns listade i Catalogue of Life.